# Mevaniola
Il parco archeologico di Mevaniola è un sito archeologico nei pressi di Galeata, in Italia. Venne annoverata da Plinio il Vecchio tra le città umbre.

## Storia
Si hanno pochissime notizie sull'origine dell'insediamento, posto nelle adiacenze del rio Secco, in una zona ricca di acqua. Si presume che l'abitato sia stato fondato dagli Umbri, che nello stesso periodo diedero vita a diverse altre località, come Sarsina. Successivamente sarebbe stata ampliata dai Romani: le prime testimonianze risalgono al periodo repubblicano.
Mevaniola fu abbandonata intorno al IV-V secolo d.C. per ragioni ad oggi ignote.

## Descrizone
Dagli scavi è emerso che il centro si sarebbe sviluppato lungo la via cittadina principale, che discendeva la vallata del Bidente; inoltre è stato rinvenuto un balneum, dal quale sono stati recuperati diversi mosaici ed una cisterna per la raccolta dell'acqua piovana.